# Rock Bottom (canción de Hailee Steinfeld)
«Rock Bottom» es una canción de la actriz y cantante estadounidense Hailee Steinfeld con la banda estadounidense DNCE. Fue lanzada el 1 de marzo de 2016, a través de Republic Records y Universal Music Group, como el segundo sencillo de su EP debut, Haiz (2015). La canción fue escrita por Mattias Larsson, Robin Fredriksson, Julia Michaels, y Justin Tranter, con la producción de Larsson y Fredriksson bajo su nombre artístico Mattman & Robin.

## Antecedentes
En una entrevista con Jeff Nelson, de People, Steinfeld dijo que "[Rock Bottom] me personifica en cada maldita relación. He experimentado esa relación en su totalidad. Creo que hay algunas canciones que realmente representan una relación para una relación, y entonces cuando lo escuchas, piensas en esa relación específica, y lo tengo cuando escucho Rock Bottom".

## Lanzamiento
En las semanas anteriores al lanzamiento de Haiz, "Hell Nos and Headphones" fue promocionado como el segundo sencillo del EP, pero "You're Such A" fue elegido en su lugar, y se puso a impactar la radio Top 40 el 9 de febrero de 2016. Sin embargo, el lanzamiento de "You're Such A" fue desechado a favor de la nueva versión de Rock Bottom con DNCE.

## Recepción de la crítica
Access Hollywood consideró la canción "un atasco estilístico, upbeat lleno de fanfarronería y de alma." Jeff Nelson de People dijo que "una amapola, atasco efervescente," Rock Bottom "crónicas los altos y bajos del amor joven que guardan un par volviendo para más ". Mike Wass de Idolator llamó a "Rock Bottom" la mejor canción del EP."

## Vídeo musical
El vídeo musical de la canción, dirigido por Malia James, fue lanzado el 25 de marzo de 2016. Brittany Spanos de Rolling Stone describió el vídeo como "La cantante y su novio, interpretado por el modelo John Economou, cambian dramáticamente entre peleas y bromas, lo que culmina en un show con el que Steinfeld se une a DNCE, Economou sale durante la actuación, y una distraída Steinfeld sale a buscarlo, donde se besan y se inventan."

## Posicionamiento en listas

### Semanales
| Australia       | ARIA Top 100 Singles    | 39 |
| Canadá          | Canadian Hot 100        | 61 |
| Eslovaquia      | Singles Digital Top 100 | 50 |
| Estados Unidos  | Bubbling Under Hot 100  | 3  |
| Estados Unidos  | Pop Songs               | 33 |
| Nueva Zelanda   | NZ Heatseeker Singles   | 19 |
| República Checa | Singles Digitál Top 100 | 46 |

### Certificaciones
| País          | Organismo certificador | Certificación | Ventas certificadas | Ref.   |
| ------------- | ---------------------- | ------------- | ------------------- | ------ |
| Canadá        | Music Canada           | Oro           | 40 000              | [ 15 ] |
| Nueva Zelanda | RMNZ                   | Oro           | 7500                | [ 16 ] |